# Brabirodes peruviana
Brabirodes peruviana är en fjärilsart som beskrevs av W. Warren 1904. Brabirodes peruviana ingår i släktet Brabirodes och familjen mätare. Inga underarter finns listade i Catalogue of Life.